# 久保田慎吾
久保田 慎吾（くぼた しんご、1958年 - ）は千葉県出身の日本のミュージシャン。男性。日本のニュー・ウェイヴのバンド「8 1/2」のヴォーカリスト。久保田 しんご、久保田 真吾名義も使用した。

## 略歴
1978年に千葉の音楽シーンで、泉水敏郎、上野耕路らと「8 1/2」を結成。渋谷区の喫茶店「ナイロン100%」等でライブを行い、ニュー・ウェイヴ・シーンで活動するが、1980年解散。同区に住まい「ナイロン100%」の常連客となり、一時は店員もつとめ、東京タワーズ、京浜兄弟社をはじめとする多くの若手ミュージシャンと交流する。なお、戸川純は元来「8 1/2」のファンで、久保田の誘いで戸川も「ナイロン100%」の常連となり、そこで彼女が歌っていた「蘇州夜曲」の素晴らしさを久保田が上野に教え、それが「ゲルニカ」結成のきっかけとなった。また、戸川のヴォーカリストとしてスタイルのうち、その演劇的な要素は久保田の影響が大きいという。
「8 1/2」解散後は、「プライス」を結成し高橋幸宏プロデュースでメジャー・デビューの予定であったが、挫折。
1982年には「サニー久保田&クリスタル・ヴァカンス」を結成。1985年には、手塚眞監督のロック・ミュージカル映画『星くず兄弟の伝説』に、高木完とともに主演。2018年公開の続編映画『星くず兄弟の新たな伝説』にも出演している。
1986年にはブラボー小松、泉水敏郎、サンダーと共にMUSCLE BEATを結成して、アルバムを2枚発売。1993年には「Shingo Kubota & Amigo 7」を結成。
1999年からは上野耕路とユニットを組み、アルバム「捏造と贋作」を発売。2006年から11人組の音楽グループとしてバンド名を「捏造と贋作」として活動。
2015年現在は「サニー久保田とオールド・ラッキー・ボーイズ」名義の10人編成のバンドを組んで活動しており、2015年11月15日には1stアルバムが、2017年6月1日には2ndアルバム「One from Sunny’s Heart」が発売された。

## ディスコグラフィー

### 8 1/2
- TOKYO NEW WAVE '79（オムニバス盤） 1979年
- メモアール 1980年
- 8 1/2 1985年

### ソロ
- Shingo Kubota 1987年

### MUSCLE BEAT
- Muscle Beat 1987年
- Rock'n Roll Planet 1989年

### Shingo Kubota & Amigo 7
- Viva!! 1998年

### 上野耕路&久保田真吾
- 捏造と贋作 1999年

### 捏造と贋作
- The Lightest Touch 2006年
- Polarity Intergration 2007年

### サニー久保田とオールド・ラッキー・ボーイズ
- What's Your Dream ? 2015年11月15日
- One from Sunny’s Heart 2017年6月1日
- 幸福を呼ぶ男 The man who calls bliss.2019年10月25日

## 映画
- Rockers 1979年
- 星くず兄弟の伝説 1985年 - 「久保田しんご」名義
- 星くず兄弟の新たな伝説 2018年